# 鹿児島県立鹿児島西高等学校
鹿児島県立鹿児島西高等学校（かごしまけんりつ かごしまにしこうとうがっこう）は、鹿児島県鹿児島市下伊敷一丁目にかつて設置されていた公立の商業高等学校。
鹿児島県立甲陵高等学校との統合により鹿児島県立明桜館高等学校（2010年4月開校）となって、2010年に募集停止し、2012年3月に閉校した。このページでは、前身の鹿児島県立履正中学校（旧制）および鹿児島県立日新高等学校についても扱う。

## 概要
校訓
「実行・明朗・努力」
校章
二重円の中央部に、さらに太い二重円で囲まれた「高」の文字を置き、3本の矢を中央から上・左右各斜め下に1本ずつ配置。円は太陽を、3本の矢は校訓の3単語を表している。
校歌
1969年2月に制定。作詞は中薗喜節（鹿児島西高等学校初代校長）、作曲は田中義人による。歌詞は3番まであり、校名は歌詞中に登場しない。校歌の制定当初、設置課程が定時制課程と通信制課程であったため、その修業年限が4年ということで、2番の歌詞中に「風雪四年」という言葉があった。しかし、修業年限3年の全日制課程が1976年に設置されたため、作詞者の許可を得て「風雪耐えて」という歌詞に変更された。
設置課程・学科（閉校時）
- 全日制課程
  - 商業科

男女共学だが男子生徒は一学年あたり数人で、生徒のほとんどが女子生徒である。年度によっては男子生徒が0名の学年もあった。

## 沿革

### 歴史

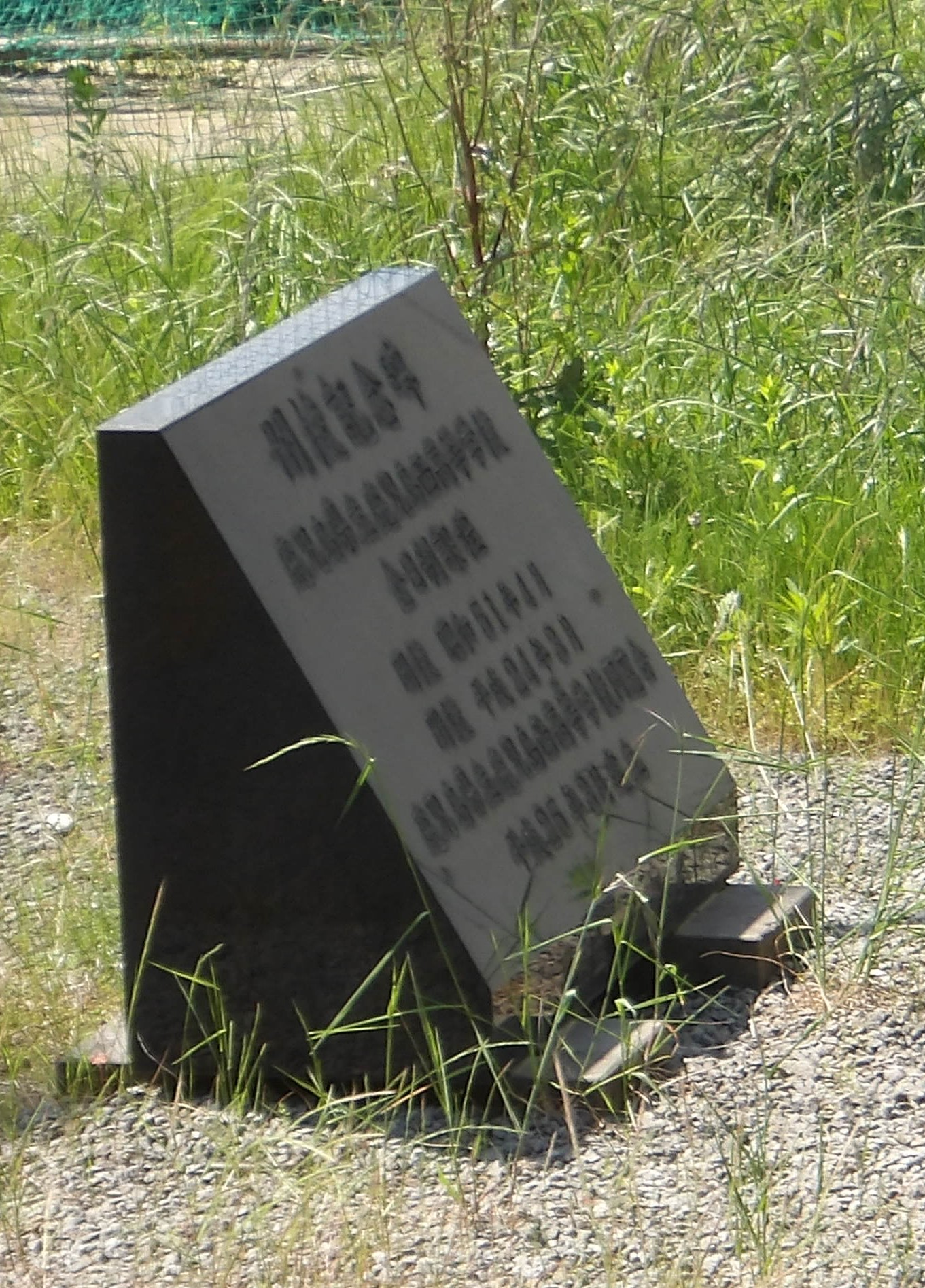
閉校記念碑（2025年5月撮影）

1943年に夜間授業をおこなう鹿児島県立履正中学校（旧制中学校）として開校し、学制改革による1948年4月の新制高等学校化で鹿児島県鹿児島高等学校第六部と称する。翌年（1949年）4月の鹿児島県鹿児島高等学校再編では第三部および第五部と統合され鹿児島県鶴丸高等学校（後に鹿児島県立鶴丸高等学校と改称）の定時制課程夜間部となる。1964年に鶴丸高等学校から定時制課程夜間部が鹿児島県立日新高等学校として独立。
1968年に、鶴丸高等学校通信教育部を日新高等学校に移管。同時に定時制課程昼間部を新設し、鹿児島県立日新高等学校から鹿児島県立鹿児島西高等学校と改称。1976年（昭和51年）には全日制課程を設置し、全日制課程・定時制課程（昼間部・夜間部）・通信制課程の全てを有する高等学校となる。
1991年3月に定時制課程昼間部を廃止する。また、鹿児島県立開陽高等学校の新設（2000年4月）にともない、2000年3月に通信制課程が、2003年3月に定時制課程夜間部がそれぞれ廃止されて、全日制課程商業科のみの高等学校となる。
鹿児島県立甲陵高等学校との統合により後継校の鹿児島県立明桜館高等学校が2010年4月に開校。鹿児島西高等学校は、2010年生徒募集を停止し、2012年3月に閉校した。 その後、跡地には高齢者福祉センター伊敷、鹿児島市西部親子つどいの広場(いしきらら)が設立される。

### 年表
- 1943年4月1日 鹿児島県立履正中学校（旧制）が開校し夜間授業を開始（鹿児島県立第一鹿児島中学校（旧制）校舎に併設）。
- 1948年4月1日 学制改革により旧制の履正中学校が新制高等学校の鹿児島県鹿児島高等学校第六部となる（鹿児島県鹿児島高等学校第二部（旧・鹿児島県立第二高等女学校）校舎に併設）。
- （同年月日 鹿児島県鹿児島高等学校に通信教育部が発足する（第五部に併設）。）
- 1949年4月1日 鹿児島県鹿児島高等学校の再編により、第六部は鹿児島県鶴丸高等学校の定時制課程夜間部となる。
- （同年月日 通信教育部は鶴丸高等学校通信教育部となる。）

- 1964年4月1日 鹿児島県立鶴丸高等学校から分離し、鹿児島県立日新高等学校として独立（加治屋町の当校地に鹿児島県立鹿児島中央高等学校が移転してきて、日新高校が新校舎に移転するまで併設）。
- 1967年 下伊敷に新校舎が完成し移転。2012年の閉校までその校地。
- 1968年4月1日 鹿児島県立日新高等学校に鹿児島県立鶴丸高等学校通信教育部を移管統合する。同時に定時制昼間部を新設し、鹿児島県立日新高等学校から鹿児島県立鹿児島西高等学校に改称。定時制課程昼間部に普通科1学級・商業科1学級・農業経営科3学級・衛生看護科1学級を、定時制課程夜間部に普通科2学級・商業科1学級を、通信制課程に普通科を設置する[7]。
  - 定時制昼間部農業経営科は鹿児島農村センターと、同衛生看護科は鹿児島准看護学校・谷山准看護学校との技能提携を開始。
- 同年 クラブ室・体育館竣工。
- 1969年4月1日 通信制課程に衛生看護科を設置。志布志町立志布志准看護婦学校・鹿屋市立准看護婦学校との技能提携をおこなう。
- 同年11月 鹿児島西高等学校独立記念式典挙行。
- 1970年 通信制課程が頴娃町立頴娃准看護婦学校と提携をおこなう。
- 1971年4月1日 通信制課程が仁心会立仁心看護学院と提携をおこなう。
- 同年 文部省による高等学校定時制通信制教育研究指定校となる。
- 1973年4月1日 定時制課程夜間部に衛生看護科1学級を設置。鹿児島市医師会看護婦学校と提携をおこなう。
- 1974年4月1日 定時制課程夜間部衛生看護科1学級増。
- 同年 夜間給食室・食堂竣工。
- 1975年4月1日 定時制課程昼間部農業経営科の募集を停止し、通信制課程農業経営科を設置。農村センターと技能連携をおこなう。*
- 1976年4月1日 定時制課程昼間部普通科・商業科の募集を停止、定時制課程夜間部普通科1学級減。全日制課程商業科4学級を設置。
- 1978年3月31日 定時制課程昼間部農業経営科を廃止。商業科特別教室棟竣工。
- 1979年3月31日 定時制課程昼間部普通科・商業科を廃止。
- 1981年4月1日 定時制課程夜間部商業科の募集を停止。
- 1982年4月1日 定時制課程夜間部衛生看護学科1学級減。
- 1983年4月1日 全日制課程商業科1学級増。
- 同年 通信制課程の農業大学校専修科技能連携指定廃止。
- 1984年3月31日 定時制課程（夜間部）の商業科を廃止。
- 同年 通信課程の志布志町立志布志准看護婦学校技能連携指定廃止。
- 1986年 弓道場竣工。
- 1988年4月1日 定時制課程昼間部衛生看護科の募集を停止。
- 同年月日 全日制課程商業科1学級増。
- 同年月日 定時制課程夜間部において週4日登校制度が発足。
- 1989年 普通教室棟竣工。
- 1991年3月31日 定時制課程昼間部衛生看護科を廃止。これにより定時制課程昼間部廃止。
- 1992年 体育館の大規模改修工事を実施。
- 1994年4月1日 全日制課程の商業科においてコース制（流通経済・情報事務・総合の3コース）を導入。
- 1996年 通信制課程の3年修業開始。定時通信併修（奄美定時制）開始。
- 2000年 4月1日の鹿児島県立開陽高等学校開校にともない、3月31日をもって通信制課程を廃止移管。定時制課程夜間部の募集も停止。
- 2002年 全日制課程商業科1学級減。
- 2003年3月31日 定時制課程夜間部が廃止され、全日制課程のみとなる。
- 2004年 全日制課程商業科1学級減。
- 2008年11月 鹿児島西高等学校と鹿児島県立甲陵高等学校の統合新設校を甲陵高等学校の敷地内に設置することが決定。
- 2009年6月 統合新設校の名称が鹿児島県立明桜館高等学校に決定。
- 2010年4月1日 生徒募集を停止。後継校の鹿児島県立明桜館高等学校が開校。
- 2012年3月2日 閉校式が行われる[8]。
- 同年3月31日 鹿児島県立鹿児島西高等学校閉校。

## 交通
- 鹿児島市営バス10、11、32、35番線「西高校前」バス停より徒歩約3分（閉校当時）[10]